# Tianeti (distrikt)
Tianeti (georgiska: თიანეთის მუნიციპალიტეტი, Tianetis munitsipaliteti) är ett distrikt i Georgien. Det ligger i regionen Mtscheta-Mtianeti, i den östra delen av landet. Administrativt centrum är staden Tianeti.